# فرودگاه رئوس
 فرودگاه رئوس (به انگلیسی: Reus Airport) (به زبان بومی: Aeroport de Reus) یک فرودگاه همگانی با کد یاتا REU است که یک باند فرود بله دارد و طول باند آن آسفالت متر است. این فرودگاه در شهر رئوس کشور اسپانیا قرار دارد و در ارتفاع ۷۱ متری از سطح دریا واقع شده است.

## شرکت‌های هواپیمایی و مقصدهای پروازی
| شرکت‌های هواپیمایی             | مقصدهای پروازی |
| ----------------------------- | --- |
| آلبااستار                     | چارتر فصلی: دوبلین، ایرلند غربی |
| ای‌اس‌ال ایرلاینز ایرلند        | چارتر فصلی: کرک، دوبلین، شنن |
| CityJet                       | چارتر فصلی: دوبلین |
| فلای‌بی اجرا توسط استوبارت ایر | فصلی: جنوبی لندن |
| جت۲.کام                       | فصلی: بلفاست، بیرمنگام، ایست میدلند، ادینبرو، گلاسگو، لیدز برادفورد، استانستد لندن، منچستر، نیوکاسل                                            |
| Orbest                        | چارتر فصلی: فرنسیسکو جسا کارنئیرو |
| پابیدا                        | فصلی: ونوکووا |
| رایان‌ایر                      | آیندهوون، استانستد لندن فصلی: بیرمنگام، بریستول، بروکسل جنوب شرلروآ، کرک، دوبلین، ایست میدلند، فرانکفورت-هان، جان لنون لیورپول، گلاسگو پرستویک |
| Thomas Cook Airlines          | چارتر فصلی: آبردین، بلفاست، بیرمنگام، بریستول، کاردیف، گاتویک، گلاسگو، استانستد لندن، منچستر، نیوکاسل                                          |
| Thomson Airways               | فصلی: آبردین (آغاز از ۶ مه ۲۰۱۸), بلفاست، بیرمنگام، بریستول، کاردیف، دونکاستر شفیلد رابین‌هود، گلاسگو، گاتویک، لوتن لندن، منچستر، نیوکاسل       |
| ترانساویا.کام                 | فصلی: اسخیپول آمستردام |
| TUI fly Belgium               | فصلی: بروکسل |
| اورال ایرلاینز                | چارتر فصلی: دوموده‌دوو |